# Premios Castilla y León
Los Premios Castilla y León son unos galardones que la Junta de Castilla y León concede anualmente, a partir de 1984, a los castellanos y leoneses destacados en su campo de actuación. Desde 2001, las categorías están establecidas así:
- Premio Castilla y León de Investigación Científica y Técnica; desde 2016, Premio Castilla y León de Investigación Científica y Técnica e Innovación.
- Premio Castilla y León de las Artes.
- Premio Castilla y León de las Letras.
- Premio Castilla y León de las Ciencias Sociales y Humanidades.
- Premio Castilla y León de los Valores Humanos.
- Premio Castilla y León del Deporte.
- Premio Castilla y León de la Restauración y Conservación del Patrimonio.
- Premio Castilla y León de Protección del Medio Ambiente.

En 2016 dejaron de darse los dos últimos premios: el Premio Castilla y León de Protección del Medio Ambiente fue absorbido en el premio Castilla y León de Investigación Científica y Técnica que pasó a llamarse Premio de Investigación Científica y Técnica e Innovación. El Premio Castilla y León de la Restauración y Conservación del Patrimonio, se absorbe en el Premio Castilla y León de las Artes.

## Polémica
En 2018, el pintor vallisoletano Félix Cuadrado Lomas renunció al Premio de las Artes 2017 como protesta de la retirada de la dotación económica de los premios. Fue la primera vez en la historia de los premios que alguien los rechazaba. La conveniencia o no de recuperar la dotación económica de tales premios creó controversia política.